# Ligue européenne féminine de volley-ball 2013
Navigation
2012 2014
La cinquième Ligue européenne féminine de volley-ball se déroule du 14 juin au  14 juillet 2013. La phase finale se déroule à Varna en Bulgarie le 13 et 14 juillet 2013. L'équipe vainqueure de la compétition est directement qualifiée pour le Grand Prix mondial de volley-ball 2014.

## Nouveauté de l'édition 2013
La CEV a décidé de tester un nouveau système de jeu : 3 sets gagnants de 21 points avec toujours 2 points d'écart.

## Équipes participantes
- Belgique
- Bulgarie
- Allemagne
- Hongrie
- Israël
- Roumanie
- Serbie
- Turquie

## Tour préliminaire

### Composition des groupes
| Poule A                           | Poule B                          |
| --------------------------------- | -------------------------------- |
| Roumanie Bulgarie Turquie Hongrie | Allemagne Israël Serbie Belgique |

### Poule A
| # | Équipe   | Pts | J  | G | Gt | Pt | P | Sp | Sc | Ratio | Pp  | Pc  | Ratio |
| 1 | Bulgarie | 27  | 12 | 7 | 1  | 4  | 0 | 32 | 19 | 1.684 | 970 | 842 | 1.152 |
| 2 | Roumanie | 20  | 12 | 3 | 5  | 1  | 3 | 28 | 23 | 1.217 | 925 | 893 | 1.036 |
| 3 | Turquie  | 16  | 12 | 3 | 3  | 1  | 5 | 23 | 26 | 0.885 | 883 | 889 | 0.993 |
| 4 | Hongrie  | 9   | 12 | 2 | 0  | 3  | 7 | 16 | 31 | 0.516 | 760 | 914 | 0.832 |

### Poule B
| # | Équipe    | Pts | J  | G | Gt | Pt | P  | Sp | Sc | Ratio | Pp  | Pc  | Ratio |
| 1 | Belgique  | 29  | 12 | 8 | 2  | 1  | 1  | 32 | 11 | 2.909 | 841 | 701 | 1.2   |
| 2 | Allemagne | 26  | 12 | 7 | 1  | 3  | 1  | 30 | 17 | 1.765 | 898 | 712 | 1.261 |
| 3 | Serbie    | 17  | 12 | 4 | 2  | 1  | 5  | 22 | 23 | 0.957 | 790 | 829 | 0.953 |
| 4 | Israël    | 0   | 12 | 0 | 0  | 0  | 12 | 3  | 36 | 0.083 | 583 | 812 | 0.718 |

## Phase finale
La phase finale se dispute du 13 au 14 juillet 2013 à Varna (Bulgarie), au Palais de la Culture et des Sports.
|  | Demi-finales                | Demi-finales                |                        |   | Finale                                 | Finale                                 |
|  | Demi-finales                | Demi-finales                |                        |   | Finale                                 | Finale                                 |
|  |                             |                             |                        |   |                                        |                                        |
|  | 13.07.13, 21-16 22-20 21-15 | 13.07.13, 21-16 22-20 21-15 |                        |   | 14.07.13, 21-14 16-21 21-15 14-21 7-15 | 14.07.13, 21-14 16-21 21-15 14-21 7-15 |
|  | 13.07.13, 21-16 22-20 21-15 | 13.07.13, 21-16 22-20 21-15 |                        |   | 14.07.13, 21-14 16-21 21-15 14-21 7-15 | 14.07.13, 21-14 16-21 21-15 14-21 7-15 |
|  | Belgique                    | 3                           |                        |   | 14.07.13, 21-14 16-21 21-15 14-21 7-15 | 14.07.13, 21-14 16-21 21-15 14-21 7-15 |
|  | Belgique                    | 3                           |                        |   | 14.07.13, 21-14 16-21 21-15 14-21 7-15 | 14.07.13, 21-14 16-21 21-15 14-21 7-15 |
|  | Roumanie                    | 0                           |                        |   | 14.07.13, 21-14 16-21 21-15 14-21 7-15 | 14.07.13, 21-14 16-21 21-15 14-21 7-15 |
|  | Roumanie                    | 0                           | Belgique               | 2 |                                        |                                        |
|  | 13.07.13, 17-21 10-21 19-21 |                             | Belgique               | 2 |                                        |                                        |
|  |                             | Allemagne                   | 3                      |   |                                        |                                        |
|  | Bulgarie                    | Allemagne                   | 3                      | 0 |                                        |                                        |
|  | Bulgarie                    |                             |                        | 0 |                                        |                                        |
|  | Allemagne                   | 3                           |                        |   |                                        |                                        |
|  | Allemagne                   | 3                           | Match pour la 3e place |   |                                        |                                        |
|  |                             |                             |                        |   |                                        |                                        |
|  | 14.07.13, 16-21 14-21 14-21 |                             |                        |   |                                        |                                        |
|  |                             |                             |                        |   |                                        |                                        |
|  | Roumanie                    | 0                           |                        |   |                                        |                                        |
|  | Roumanie                    | 0                           |                        |   |                                        |                                        |
|  | Bulgarie                    | 3                           |                        |   |                                        |                                        |
|  | Bulgarie                    | 3                           |                        |   |                                        |                                        |

## Classement final
| Place              | Équipe    |
| ------------------ | --------- |
| Médaille d'or      | Allemagne |
| Médaille d'argent  | Belgique  |
| Médaille de bronze | Bulgarie  |
| 4                  | Roumanie  |
| 5                  | Serbie    |
| 6                  | Turquie   |
| 7                  | Hongrie   |
| 8                  | Israël    |

## Distinctions individuelles
- Meilleure joueuse:  Charlotte Leys
- Meilleure marqueuse :  Margareta Kozuch
- Meilleure attaquante :  Margareta Kozuch
- Meilleure serveuse :  Denise Hanke
- Meilleure contreuse :  Freya Aelbrecht
- Meilleure réceptionneuse :  Mariya Karakasheva
- Meilleure passeuse :  Frauke Dirickx
- Meilleure libero :  Lenka Dürr